# Andrena brasiliensis
Andrena brasiliensis är en biart som beskrevs av Joseph Vachal 1901. Andrena brasiliensis ingår i släktet sandbin, och familjen grävbin. Inga underarter finns listade i Catalogue of Life.